# باول وايت (صحفي)
باول وايت (بالإنجليزية: Paul White)‏ هو صحفي أمريكي، ولد في 6 يونيو 1902 في بيتسبرغ في الولايات المتحدة، وتوفي في 9 يوليو 1955 في سان دييغو في الولايات المتحدة.